# Muṇḍaka Upaniṣad
La Muṇḍaka Upaniṣad è una Upaniṣad appartenente all'Atharvaveda, il Veda delle tradizioni atharvaniche. Il nome deriva dalla tonsura praticata da alcuni degli officianti di queste tradizioni.
È suddivisa in tre capitoli e ogni capitolo è suddiviso in sezioni dette khaṇḍa. In totale questa Upaniṣad è composta di 64 mantra (detti śloka).